# Odonats
Els odonats (Odonata, que significa 'de mandíbula dentada') són un ordre d'insectes paleòpters coneguts popularment com a libèl·lules, espiadimonis, cavallets, o parotets Tenen dos grups principals, els anisòpters i els zigòpters. S'han descrit prop de 6.000 espècies.
Tenen quatre ales grosses, membranoses, transparents i amb nervació reticulada, que poden ser de la mateixa forma i mida o bé desiguals. Tenen el cap eixamplat, amb ulls molt grossos i sortints, que són uns dels més perfectes d'entre els dels insectes. Tenen les antenes curtes i filiformes, tarsos de tres artells, aparell bucal mastegador i abdomen molt allargat i estret.
Les fases juvenils (nimfes) viuen en aigües continentals i respiren per mitjà de brànquies traqueals anals. Tenen una metamorfosi incompleta i són actives depredadores. Els adults són d'hàbits diürns i depredadors que cacen al vol, prop de l'aigua. Les espècies majors (anisòpters) es poden allunyar molt del lloc d'origen. Són especialistes en la depredació aèria d'altres insectes alats (com ho són els falcons en el món dels ocells), i d’origen molt antic: van sorgir als boscos tropicals del Carbonífer de fa 300 m.a., on l’absència de depredadors féu que assoliren mides gegantesques.

## Filogènia i classificació

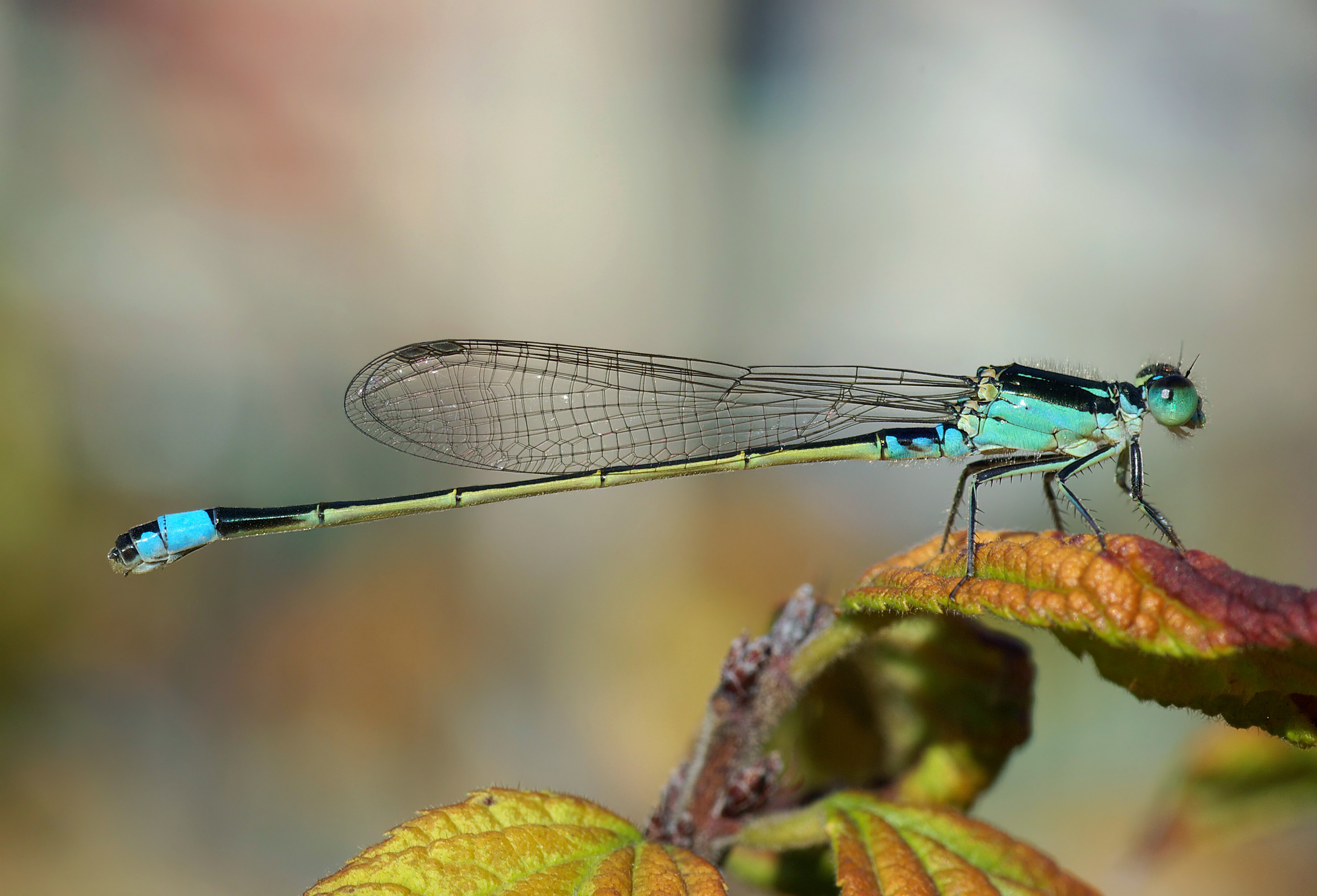
El zigòpter Ischnura senegalensis.

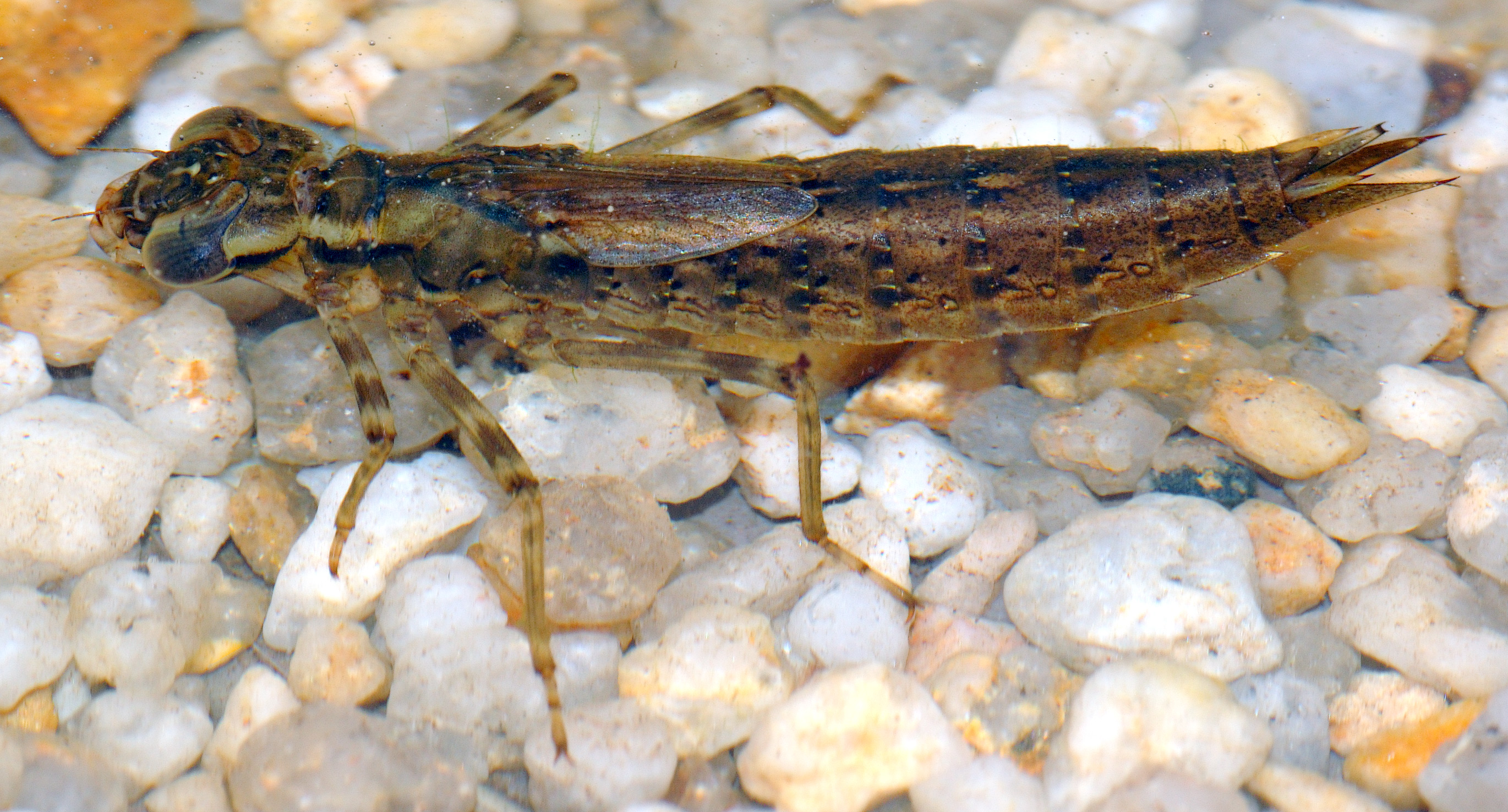
Nimfa de Aeshna cyanea.

Els odonats s'han subdividit tradicionalment en dos subordres:
- Anisoptera, amb ales desiguals, les posteriors més grosses que les anteriors; en repòs, les ales es disposen de manera horitzontal i transversal (perpendiculars al cos).
- Zygoptera, amb ales anteriors i posteriors molt similars; en repòs, les ales es mantenen juntes longitudinalment i més o menys elevades sobre el cos.

Recents revisions de la filogènia dels odonats suggereixen que el subordre Anisoptera es parafilètic (i per tant caldria abandonar-se), segons mostra el cladograma següent:
|           | Zygoptera                                                                    |
|           |                                                                              |
| Epiprocta | \| \| Anisozygoptera \| \| \| \| \| ___ \| Anisoptera \| \| \| Anisoptera \| |
|           | \| \| Anisozygoptera \| \| \| \| \| ___ \| Anisoptera \| \| \| Anisoptera \| |
|           | Anisozygoptera                                                               |
|           |                                                                              |
| ___       | Anisoptera                                                                   |
|           | Anisoptera                                                                   |

|     | Anisozygoptera |
|     |                |
| ___ | Anisoptera     |
|     | Anisoptera     |

A partir del cladograma, la nova classificació dels odonats seria:
- Subordre Zygoptera
- Subordre Epiprocta
  - Infraordre Anisozygoptera
  - Infraordre Anisoptera

Si es consideren les formes fòssils resulta el següent cladograma:
|           | Zygoptera                                                     |
|           |                                                               |
| Epiprocta | \| \| Anisozygoptera \| \| \| \| \| \| Anisoptera \| \| \| \| |
|           | \| \| Anisozygoptera \| \| \| \| \| \| Anisoptera \| \| \| \| |
|           | Anisozygoptera                                                |
|           |                                                               |
|           | Anisoptera                                                    |
|           |                                                               |

|  | Anisozygoptera |
|  |                |
|  | Anisoptera     |
|  |                |

|           | Zygoptera                                                     |
|           |                                                               |
| Epiprocta | \| \| Anisozygoptera \| \| \| \| \| \| Anisoptera \| \| \| \| |
|           | \| \| Anisozygoptera \| \| \| \| \| \| Anisoptera \| \| \| \| |
|           | Anisozygoptera                                                |
|           |                                                               |
|           | Anisoptera                                                    |
|           |                                                               |

|  | Anisozygoptera |
|  |                |
|  | Anisoptera     |
|  |                |

|           | Zygoptera                                                     |
|           |                                                               |
| Epiprocta | \| \| Anisozygoptera \| \| \| \| \| \| Anisoptera \| \| \| \| |
|           | \| \| Anisozygoptera \| \| \| \| \| \| Anisoptera \| \| \| \| |
|           | Anisozygoptera                                                |
|           |                                                               |
|           | Anisoptera                                                    |
|           |                                                               |

|  | Anisozygoptera |
|  |                |
|  | Anisoptera     |
|  |                |

|           | Zygoptera                                                     |
|           |                                                               |
| Epiprocta | \| \| Anisozygoptera \| \| \| \| \| \| Anisoptera \| \| \| \| |
|           | \| \| Anisozygoptera \| \| \| \| \| \| Anisoptera \| \| \| \| |
|           | Anisozygoptera                                                |
|           |                                                               |
|           | Anisoptera                                                    |
|           |                                                               |

|  | Anisozygoptera |
|  |                |
|  | Anisoptera     |
|  |                |

|           | Zygoptera                                                     |
|           |                                                               |
| Epiprocta | \| \| Anisozygoptera \| \| \| \| \| \| Anisoptera \| \| \| \| |
|           | \| \| Anisozygoptera \| \| \| \| \| \| Anisoptera \| \| \| \| |
|           | Anisozygoptera                                                |
|           |                                                               |
|           | Anisoptera                                                    |
|           |                                                               |

|  | Anisozygoptera |
|  |                |
|  | Anisoptera     |
|  |                |

|           | Zygoptera                                                     |
|           |                                                               |
| Epiprocta | \| \| Anisozygoptera \| \| \| \| \| \| Anisoptera \| \| \| \| |
|           | \| \| Anisozygoptera \| \| \| \| \| \| Anisoptera \| \| \| \| |
|           | Anisozygoptera                                                |
|           |                                                               |
|           | Anisoptera                                                    |
|           |                                                               |

|  | Anisozygoptera |
|  |                |
|  | Anisoptera     |
|  |                |

|           | Zygoptera                                                     |
|           |                                                               |
| Epiprocta | \| \| Anisozygoptera \| \| \| \| \| \| Anisoptera \| \| \| \| |
|           | \| \| Anisozygoptera \| \| \| \| \| \| Anisoptera \| \| \| \| |
|           | Anisozygoptera                                                |
|           |                                                               |
|           | Anisoptera                                                    |
|           |                                                               |

|  | Anisozygoptera |
|  |                |
|  | Anisoptera     |
|  |                |

|           | Zygoptera                                                     |
|           |                                                               |
| Epiprocta | \| \| Anisozygoptera \| \| \| \| \| \| Anisoptera \| \| \| \| |
|           | \| \| Anisozygoptera \| \| \| \| \| \| Anisoptera \| \| \| \| |
|           | Anisozygoptera                                                |
|           |                                                               |
|           | Anisoptera                                                    |
|           |                                                               |

|  | Anisozygoptera |
|  |                |
|  | Anisoptera     |
|  |                |

## Terminologia, normativa i normalització
La terminologia presenta dificultats i confusions en el llenguatge popular, puix que l'ordre dels odonats inclou subordres, si bé se n'ha proposat una altra classificació (reduïda a Zygoptera / Epiproctes, aquest amb dues branques Anisozigòpters i Anisòpters):
- els anisozigòpters (amb ales desiguals, les posteriors més grans que les anteriors; en repòs, les ales es disposen de manera horitzontal i transversal, perpendiculars al cos)

- els zigòpters anomenats cavallets del diable (amb ales anteriors i posteriors molt similars; en repòs, les ales es mantenen juntes longitudinalment i més o menys elevades sobre el cos) - que conté les famílies dels calopetrígids denominats damisel·les o senyoretes i cenagriònids dits llations, donzells, ullroigs, ullpresos, ferrers o copers del rei), els lèstids (dits en molts llocs espiadimonis, algunes espècies essent dites alaestesos o vimetaires), els platicnèmids (dits polaines).

- els anisòpters (anomenats espiadimonis i libèl·lules usats com a sinònims, però científicament cal destriar tots dos mots perquè pertanyen a dues famílies diferents dins els anisòpters: els èsnids i els libel·lúlids respectivament).

L'Enciclopèdia Catalana diu bé que els zigòpters són damisel·les o senyoretes, però no espiadimonis. El DCVB precisa que els espiadimonis designen essencialment les libèl·lules i l'IEC no desfà l'embull perquè libèl·lules, espiadimonis i damisel·les hi són tots sinònims sense distinció. Aquest subordre conté les famílies dels èsnids, gòmfids, cordulegàstrids, cordúlids, macròmids, libel·lúlids).
Sembla doncs que el mot espiadimonis és el més polivalent de tots i pot usar-se en significat ampli per a designar qualsevol odonat. Libèl·lula s’aplicaria en significat ampli per a qualsevol anisòpter (infraodre dels odonats), però mai per a designar un zigòpter. Finalment, damisel·la es reservaria estrictament per als zigòpters.

## Denominacions als Països Catalans
El nom culte és libèl·lula i s'ha escampat com a terme estàndard un dels noms populars, espiadimonis, tanmateix nom molt minoritari en relació al territori.
A la resta del país els noms següents (s'ha precisat el lloc d'origen del terme quan és d'ús relativament limitat): 
aeroplanos, andreus (Ginebrosa), avions (de bassa) o avionets), barratgina/barretgina (Sóller/València), borinots, (cavalls de) bruixes, bumberots, burumbots, bombots, pixamines, cabots (Libellula depressa), cabuts, calabruixes, cavalls (de serp/de bruixa/d'aigua/), cavalles, cavall(et)s de Sant Martí, cavallets (del diable/dimoni), cavallets (de séquia/(cua) de serp/d'acer/de mar), cavallets voladors, cevils/civils, cuc de les basses, cucs plovedors, cuques voladores, damisel·les, diablets (Ondara), dianxos (a Gata), dimonis de safareig, dimoseles (Rosselló, Vallespir, Cerdanya) i madimoseles (Rosselló), doctors, dotors de bassa, escanyapits ((Fontpedrosa), escopetes, espantadimonis, espantacriatures, espiadimonis, espietes, esquitxidors, estiracabells, ferrers, fideues, gaiter(o)s, gambosins, gavatxos, gitanos, grandaios, guàrdies civils (Delta de l'Ebre), guitarretes, guitarrons, gulles, helicòpters, iaios (la Sénia), iaios figues (Mas de Barberans, Montsià), joanets, jolibeus/julibeus (a Pedreguer), judios, leonors, llagostins, mares de cavall, marianets, marietes, marotes, marotets (femella), marotetes (femella), médicos, micalets, mongetes (La Marina de Pinet), mor-te-i-fuigs/mortefuigs (Almenar), palometes, paraguais, paraigüer(o)s, pardals d'aigua (auia), pardalets d'estiu, parecabots (o parecabotes), pares vicaris, parits, parots (anisòpters: parots = èsnids i parotets = libel·lúlids), parots de bassa, parotets (mascle), passabarrancs (emprat potser a tort, puix que designa, també, els Cordulegaster) pericos, petins, pixatinters, pixavins (a Nules o Castelló), redolins (Delta de l'Ebre), reiets, relicari(o)s, remiqueris, rodabasses, rodadits (rodadit en singular. rodadits de bassa: Gomphus pulchellus, rodadits groc: Gomphus simillimus, rodadits esperonat: Gomphus graslinii), rodalitxos, rodapous, sangradors, sardineros (els Valentins, Montsià), sastres, senyores, senyoretes, serpents, serradits (en singular), tavals, tavans (d'aigua), tavanos, capellans, sangradors, tallanàs o tallanassos (invariable) (Alcanar), tallaorelles, teixidors, tixeires (Sallagosa), torerets (zigòpters), trencaporrons (en singular), treu-ulls, trisparís (Castelló), volantins de fontana, vicaris de bassa, voliaines (Targasona), voltabaixos, voltabasses (Alt Penedès), voltapous, xopaculs... segons les contrades. Per a més noms vegeu el mapa pregadéu pregadéu Arxivat 2016-08-03 a Wayback Machine. de l'ALDC. i aquí,

## Origen, noms en altres llengües, etimologia i creences
El mot espiadimonis apareix pels volts del 1890 i és un compost d’'espia' i 'dimonis'. El nom d’espia li vindria del fet de tenir uns ulls tan desproporcionadament grossos i laterals, la qual cosa li permetria de veure tot el que passa al seu voltant sense ni tan sols moure el cap. La tasca d’un espia és d’observar sense aixecar sospites, i aquests ulls són una bona eina per a aquest menester. El seu aspecte força diabòlic i com que per a espiar es cal camuflar o mimetitzar amb l'entorn, explicarien aquest nom en consonància amb altres llengües europees : en portuguès tira-olhos ('treu-ulls'), en anglès dragonfly (mosca (del) drac. anisòpter/epiproct) o devil's darning needle ('agulla de sargir del diable') i devil’s arrow ('sageta del diable'), així com 'damselfly' (zigòpter), 'horse-stinger' i 'ear cutter', que relliguen l'animal a la ferida. En alemany Teufelsnadel ('agulla del diable'). En noruec Øyenstikker ('buidador d'ull') i el folklore suec manté que el dimoni i utilitza els espiadimonis per a pesar les ànimes de la gent. Sovint s'associa amb les serps, com en el gal·lès gwas-y-neidr ('servent de l'escurçó'). Al sud dels Estats Units d'Amèrica snake doctor es refereix a la creença popular que els espiadimonis acacen les serpents i les cusen si aquestes estan ferides.
L'ús del mots dimoni o diable per a fer-hi referència prové del fet que, probablement pel seu aspecte malèfic, les llegendes populars han relacionat aquest insecte amb el mal. Probablement la seva faiçó de volar a batzegades, aturant-se i tot d’un plegat movent-se amb gran acceleració ha propiciat aquesta creença que seria una bèstia posseïda els moviments de la qual controla el diable. Els espiadimonis apareixen com a éssers fantàstics a la tradició catalana en dues versions molt diferenciades: 
- Els espiadimonis serien uns angelets petits i rodanxons que es dediquen a vigilar els dimonis i destorbar-los sempre que tempten de fer alguna malifeta.
- Els espiadimonis són uns dimoniets que espien les persones per a informar el diable sobre quan les pot entabanar.

## Distinció entre anisòpters i zigòpters
Els anisòpters i els zigòpters s’assemblen molt però hi ha alguns trets que permeten de diferenciar-los fàcilment:
- Els zigòpters quan es planten (estan en descans) tenen les ales plegades cap enrere, i les mantenen verticals, alineades al costat de l'abdomen mentre que els anisòpters mantenen les ales obertes i esteses horitzontalment.
- Els ulls dels zigòpters estan molt separats a cada costat del cap, els dels anisòpters estan més junts a la part frontal.
- Els dos parells d’ales dels anisòpters són diferents, les del darrere són més amples, mentre que les dels zigòpters són iguals.
- El vol dels anisòpters és ràpid, rectilini i poderós mentre que el dels zigòpters és fràgil, zigzagant i espasmòdic.
- Els zigòpters són més esvelts i tenen l'abdomen més llarg.
- Els zigòpters sovint són de colors metàl·lics: verds, blaus, et. Les ales dels mascles de vegades també són de color mentre que les dels anisòpters acostumen a ser transparents.

Dins els anisòpters, els espiadimonis (èsnids) es poden distingir de les libèl·lules (libel·lúlids o libellulidae) en aquest aspectes :
- Els espiadimonis normalment són més petits; fan uns 3 cm de llargària respecte als 5 cm de les libèl·lules. L'excepció a aquesta regla és el Megaloprepus caerulatus que pot arribar a fer 19 cm d’envergadura.
- Les libèl·lules generalment tenen l'abdomen més ample i robust.
- Les libèl·lules al repòs tenen les ales esteses i els espiadimonis les ales arreplegades cap enrere.
- Els espiadimonis acostumen a ser de colors metàl·lics.

## Llista d'espècies de libèl·lules de Catalunya (71)[16]

### Zygoptera

#### Calopterígids(Calopterygidae)
- Damisel·la enguantada (Calopteryx xanthostoma)
- Damisel·la blava (Calopteryx virgo)
- Damisel·la endolada (Calopteryx haemorrhoidalis)

#### Lèstids(Lestidae)
- Alaestès fi (Lestes sponsa)
- Alaestès robust (Lestes dryas)
- Alaestès verd (Lestes barbarus)
- Alaestès petit (Lestes virens)
- Vimetaire occidental (Chalcolestes viridis)
- Cavallet d'hivern comú (Sympecma fusca)

#### Cenagriònids(Coenagrionidae)
- Llantió elegant (Ischnura elegans)
- Llantió iberomagribí (Ischnura graellsii)
- Llantió petit (Ischnura pumilio)
- Patge de copa (Enallagma cyathigerum)
- Donzell de ratpenat (Coenagrion pulchellum)
- Donzell de ferradura (Coenagrion puella)
- Donzell mercurial (Coenagrion mercuriale)
- Donzell de trinxant (Coenagrion scitulum)
- Donzell del gat (Coenagrion caerulescens)
- Donzell llancer (Coenagrion hastulatum)
- Ullviu petit (Erythromma viridulum)
- Ullblau (Erythromma lindenii)
- Ferrer camanegre (Pyrrhosoma nymphula)
- Ferrer cama-roig (Ceriagrion tenellum)

#### Platicnèmids(Platycnemididae)
- Polaines blau (Platycnemis pennipes)
- Polaines ruborós (Platycnemis acutipennis)
- Polaines lívid (Platycnemis latipes)

### Anisoptera

#### Èsnids(Aeshnidae)
- Espiadimonis tardorenc (Aeshna mixta)
- Espiadimonis blau (Aeshna affinis)
- Espiadimonis ataronjat (Aeshna isoceles)
- Espiadimonis de fanal (Aeshna cyanea)
- Espiadimonis de mollera (Aeshna juncea)
- Emperador blau (Anax imperator)
- Emperador menor (Anax parthenope)
- Emperador divagant (Anax ephippiger)
- Estiracabells (Brachytron pratense)
- Espectre clar (Boyeria irene)

#### Gòmfids(Gomphidae)
- Rodadits esperonat (Gomphus graslinii)
- Rodadits groc (Gomphus simillimus)
- Rodadits de bassa (Gomphus pulchellus)
- Tallanassos gros (Onychogomphus uncatus)
- Tallanassos petit (Onychogomphus forcipatus)
- Tallanassos d'areny (Onychogomphus costae)

#### Cordulegàstrids(Cordulegastridae)
- Passabarrancs comú (Cordulegaster boltonii)
- Passabarrancs bidentat (Cordulegaster bidentata)

#### Cordúlids(Corduliidae)
- Maragda envellutada (Cordulia aenea)
- Maragda lluent (Somatochlora metallica)
- Esparver d'aigua (Oxygastra curtisii)

#### Macròmids(Macromiidae)
- Xanquer europeu (Macromia splendens)

#### Libel·lúlids(Libellulidae)
- Libèl·lula quadrimaculada (Libellula quadrimaculata)
- Libèl·lula ampla (Libellula depressa)
- Libèl·lula d'ulls grisos (Libellula fulva)
- Parot cuanegre (Orthetrum cancellatum)
- Parot culblanc (Orthetrum albistylum)
- Parot blau (Orthetrum coerulescens)
- Parot pruïnós (Orthetrum brunneum)
- Parot nervat (Orthetrum nitidinerve)
- Parot de xarreteres (Orthetrum chrysostigma)
- Carablanc petit (Leucorrhinia dubia)
- Carablanc d'escudet (Leucorrhinia pectoralis)
- Pixaví alabarrat (Sympetrum pedemontanum)
- Pixaví sanguini (Sympetrum sanguineum)
- Pixaví safranat (Sympetrum flaveolum)
- Pixaví nervat (Sympetrum fonscolombii)
- Pixaví estriat (Sympetrum striolatum)
- Pixaví muntanyenc (Sympetrum vulgatum)
- Pixaví llis (Sympetrum meridionale)
- Pixaví de lligacama (Sympetrum sinaiticum)
- Sagnador escarlata (Crocothemis erythraea)
- Pipa vinosa (Trithemis annulata)
- Pipa aureolada (Trithemis kirbyi)
- Gallardet negre (Selysiothemis nigra)